# Клеванов Олександр Семенович
Олександр Семенович Клєванов (нар. 30 травня (11 червня) 1826, слобода Сватова Лучка Куп'янського повіту, Харківської губернії — 15 (27) лютого 1889, Ромни, Полтавської губернії) — російський письменник, перекладач стародавніх класиків.

## Біографічна довідка
Дитинство провів в Ізюмі та Москві. Навчався у Московському дворянському інституті, потім в другій Московській гімназії, яку закінчив зі срібною медалюю в 1843 р.. У 1844—1848 роках навчався на Історико-філологічному відділенні філософського факультету Московського університету, там же у 1849 році підготував магістерську дисертацію «Історія Південно-Західної Русі від її початку до половини XIV ст.» [Архівовано 18 Вересня 2020 у Wayback Machine.], але професури не здобув: захист не відбувся через сильну протидію С. П. Шевырева. Причиною цього були, можливо, ті важкі обставини, на які Клєванов нерідко скаржився у передмовах до своїх перекладів.
У 1851 році пішов у відставку. З 1856 року — коломенський, потім у 1857—1858 роках — бронницький повітовий суддя. У 1859—1861 роках — чиновник при московському генерал-губернаторові. У 1863—1868 роках — зарахований до Міністерства внутрішніх справ. Співпрацював у «Голосі» (1863—1864), «Бджолі».
З кінця 1850-х років багато займався перекладами античних класиків, які принесли йому популярність. З 1868 року викладав у Херсонській (1868), 2-й Київській (1869—1870), 1-й Харківській гімназіях. Після перерви викладав в Оренбурзькій (1878—1879), Уфимській (1879—1880) та Немирівській (1880—1884) гімназіях.

## Переклади і твори

### Стародавній Рим
- «Корнелия Непота жизнеописание славнейших полководцев» (М., 1857);
- «Сочинения К. К. Саллюстия, с приложением его жизнеописания и четырёх речей против Катилины» (изд. 2-е, М., 1859);
- «История народа римского, Тита Ливия». СПб. и М., 1859—1867
- «Философские беседы Платона». М., 1861
- «Обозрение философской деятельности Платона и Сократа. По Целлеру» (М., 1861);
- «Сочинения К. Ю. Цезаря» (М., 1865);
- «Сочинения П. Корнелия Тацита» (М., 1870);

### Русь-Україна
- О значеніи русской лѣтописи в духовном развитіи русскаго народа, 1848
- О феодализмѣ на Руси, 1848 (gb [Архівовано 9 Лютого 2018 у Wayback Machine.])
- Исторія Юго-Западной Руси от ея начала до половины XIV вѣка. Тип. Александра Семена, М., 1849. — 232 с. (gb [Архівовано 9 Лютого 2018 у Wayback Machine.], Руниверс [Архівовано 9 Лютого 2018 у Wayback Machine.]) // Магистерская диссертация А. С. Клеванова.
- Лѣтописный разсказ событій Кіевской, Волынской и Галицкой Руси от ея начала до половины XIV вѣка. Издал с приложением двух изслѣдований: о значении Русской Лѣтописи в духовном развитии Русскаго народа и о феодализмѣ на Руси Александр Клеванов. Тип. А. И. Мамонтова, М., 1871—497 с. (gb1 [Архівовано 9 Лютого 2018 у Wayback Machine.], gb2 [Архівовано 9 Лютого 2018 у Wayback Machine.])

### Різне
- «Путевые заметки за границей и по России в 1870 г.» М., 1871.
- Очерк истории Чешскаго вѣроисповѣднаго движенія, 1876

### Перевидання робіт
- Клеванов А. С. История Юго-Западной Руси от её начала до половины XIV века. — М.: Либроком, 2011. — 226 с. — (Академия фундаментальных исследований: история). — ISBN 978-5-397-02107-4. (обл.)
- Клеванов А. С. Обозрение философской деятельности Платона и Сократа. — М.: Либроком, 2012. — 316 с. — (Из наследия мировой философской мысли. Философия античности). — ISBN 978-5-397-02806-6. (обл.)
- Клеванов А. С. История Юго-Западной Руси от её начала до половины XIV века. — М.: Либроком, 2014. — 226 с. — (Академия фундаментальных исследований: история). — ISBN 978-5-397-04399-1. (обл.)